# Champagné-les-Marais

Champagné-les-Marais este o comună în departamentul Vendée, Franța. În 2009 avea o populație de 1,664 de locuitori.